# Бонанза (Арканзас)
Бонанза (енгл. Bonanza) град је у америчкој савезној држави Арканзас.

## Демографија
По попису из 2010. године број становника је 575, што је 61 (11,9%) становника више него 2000. године.
| Група             | 2000.       | 2010.       |
| Белци             | 485 (94,4%) | 547 (95,1%) |
| Афроамериканци    | 0 (0,0%)    | 0 (0,0%)    |
| Азијати           | 0 (0,0%)    | 0 (0,0%)    |
| Хиспаноамериканци | 10 (1,9%)   | 13 (2,3%)   |
| Укупно            | 514         | 575         |